# Tilpat
Tilpat è una suddivisione dell'India, classificata come census town, di 6.377 abitanti, situata nel distretto di Faridabad, nello stato federato dell'Haryana. In base al numero di abitanti la città rientra nella classe V (da 5.000 a 9.999 persone).

## Società

### Evoluzione demografica
Al censimento del 2001 la popolazione di Tilpat assommava a 6.377 persone, delle quali 3.501 maschi e 2.876 femmine. I bambini di età inferiore o uguale ai sei anni assommavano a 1.117, dei quali 580 maschi e 537 femmine. Infine, coloro che erano in grado di saper almeno leggere e scrivere erano 4.174, dei quali 2.636 maschi e 1.538 femmine.